# Хаулата, Ахамада
Ахамада Бачиру Хаулата Али Мудхир (араб. أحمدا حديجة حولة علي مظير‎; род. 6 мая 1975, Мцудже, Мвали) — коморская легкоатлетка, выступавшая в беге на средние дистанции. Участница летних Олимпийских игр 1996 года. Первая женщина, представлявшая Коморы на Олимпийских играх.

## Биография
Ахамада Хаулата родилась 6 мая 1975 года в коморской деревне Мцудже.
В 1996 году вошла в состав сборной Комор на летних Олимпийских играх в Атланте. В беге на 400 метров заняла в забеге 1/8 финала последнее, 7-е место, показав результат 1 минута 3,44 секунды и уступив 11,35 секунды попавшей в четвертьфинал с 5-го места Доре Кириаку с Кипра.
Хаулата стала первой женщиной, представлявшей Коморы на Олимпийских играх.
В 1999 году участвовала в чемпионате мира в Севилье. В беге на 400 метров была дисквалифицирована в забеге 1/8 финала.

## Личный рекорд
- Бег на 400 метров — 1.03,44 (26 июля 1996, Атланта)[2]